# Trại Plei Djereng
Trại Plei Djereng (còn gọi là Trại Biệt kích Plei Djereng hoặc Trại Lê Minh) là căn cứ cũ của Quân đội Mỹ và Quân lực Việt Nam Cộng hòa (QLVNCH) ở phía tây bắc Pleiku tại Cao nguyên Trung phần, Việt Nam Cộng hòa.

## Lịch sử

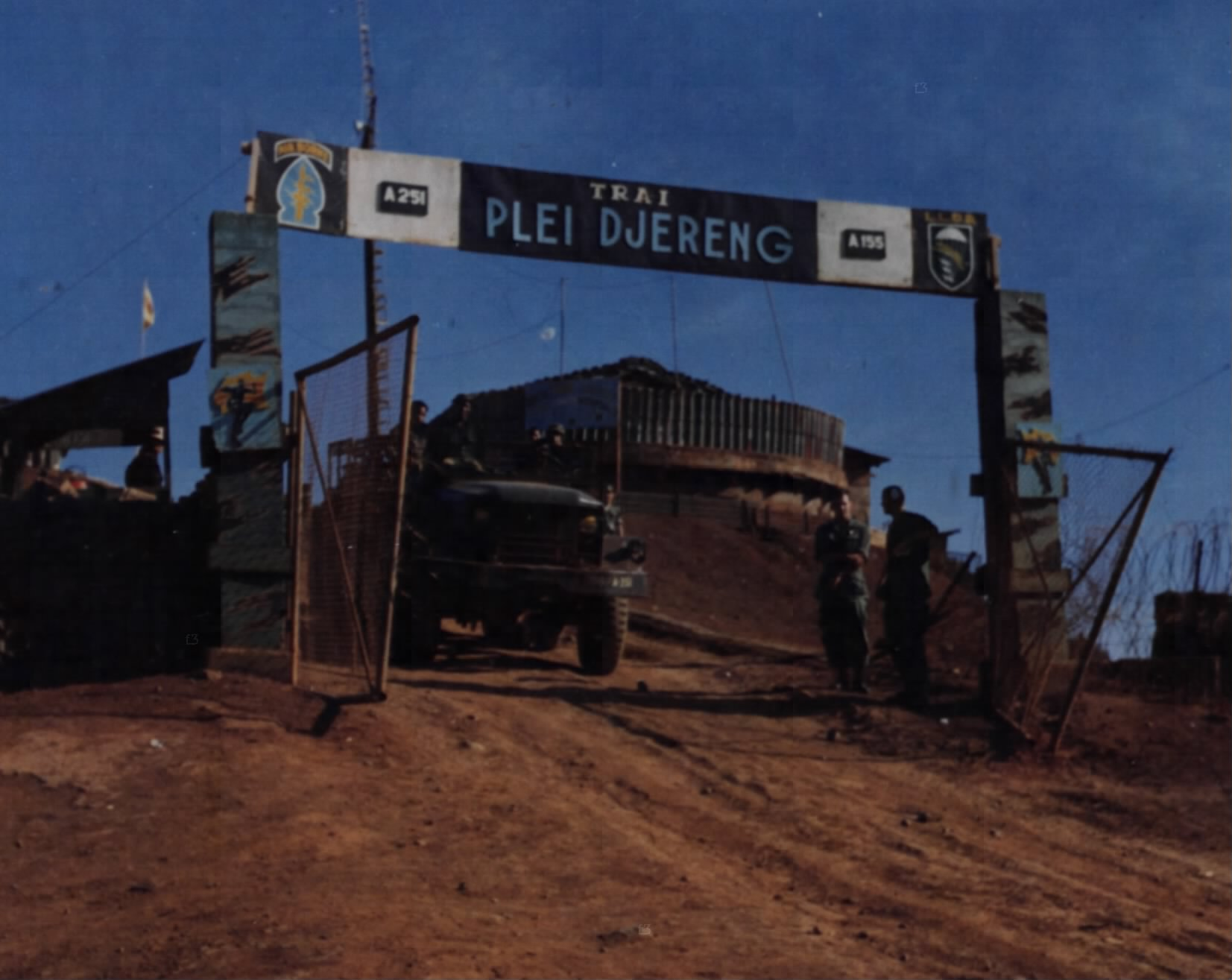
Cổng trước trại, ngày 6 tháng 4 năm 1970

Một căn cứ đầu tiên được Biệt đội A-214 Liên đoàn 5 Biệt kích thành lập vào tháng 12 năm 1964 nhằm theo dõi sự xâm nhập của cộng sản dọc theo Đường mòn Hồ Chí Minh. Trại nằm cách Pleiku 41 km về phía tây bắc và gần biên giới Campuchia.
Biệt đội Biệt kích quân A-214 (sau này đổi tên thành A-251) đã tiếp quản trại này vào tháng 8 năm 1965.
Ngày 14 tháng 10 năm 1966, Quân đội Nhân dân Việt Nam (QĐNDVN ) đã tấn công các toán thám sát bên ngoài Plei Djereng. Ngày 21 tháng 10, quân đội Mỹ phát động Chiến dịch Paul Revere IV, triển khai Lữ đoàn 3, Sư đoàn 25 Bộ binh ở phía bắc trại và Lữ đoàn 2, Sư đoàn 4 Bộ binh ở phía nam trại.:69 Trong 12 ngày đầu tiên của chiến dịch, có 22 lính Mỹ và 138 lính QĐNDVN thiệt mạng.:70
Vào cuối tháng 10 năm 1966, trại được di chuyển 8 km về phía nam và Tiểu đoàn 20 Công binh đã xây dựng một sân bay mới tại đây.
Lữ đoàn 1, Sư đoàn 4 Bộ binh bao gồm:
- Tiểu đoàn 3, Trung đoàn 8 Bộ binh[1]:139
- Tiểu đoàn 1, Trung đoàn 22 Bộ binh[1]:145

đóng quân tại Plei Djereng vào tháng 5 năm 1970 để hỗ trợ Chiến dịch Campuchia.
Các đơn vị khác đóng quân tại Plei Djereng bao gồm:
- Tiểu đoàn 1, Trung đoàn 69 Thiết giáp

Trại này được bàn giao cho Tiểu đoàn 80 Biệt động quân Biên phòng của Quân lực Việt Nam Cộng hòa vào tháng 10 năm 1970.
Ngày 2 tháng 9 năm 1972, một cánh quân của QĐNDVN tiến đánh trại nhưng liền bị đẩy lui với tổn thất khoảng 100 người thiệt mạng. Sáng ngày 4 tháng 9, trước làn đạn pháo và các cuộc tấn công trên bộ dữ dội, Biệt động quân đành phải bỏ trại.
Ngày 21 tháng 9 năm 1973, trại trúng phải pháo kích từ pháo binh QĐNDVN và vào ngày 22 liền bị Trung đoàn 26, Sư đoàn 320 được pháo binh và xe tăng yểm trợ tràn ngập khắp nơi. 200 trong số 293 lính Biệt động quân trong trại tử trận hoặc bị bắt làm tù binh. Không rõ thương vong của QĐNDVN nhưng Không lực Việt Nam Cộng hòa tuyên bố đã phá hủy ba xe tăng T-54 trong trận đánh.
Sau ngày 30 tháng 4 năm 1975, căn cứ này bị bỏ hoang và được chính quyền địa phương chuyển đổi thành đất nông nghiệp.